# Joseph Nicolas Clary
Pour les articles homonymes, voir Famille Clary (Marseille).
Joseph Nicolas, 1er comte Clary (Marseille, 26 mars 1760 - Paris, 6 juin 1823), est un homme politique français du XIXe siècle.

## Biographie
Joseph Nicolas Clary est né du second mariage de son père, François Clary (1725-1794), armateur et échevin de Marseille, avec Françoise Rose Somis (1737-1815). Il a douze frères et sœurs nés des deux unions de son père, dont Julie (1771-1845), reine consort de Naples puis reine d'Espagne, et Désirée (1777-1860), princesse de Pontecorvo puis reine de Suède et de Norvège.
Suivant la carrière paternelle, il devient négociant et fabricant de savon de Marseille, ainsi que banquier à Paris. Il se lie avec Joseph Bonaparte, qui épouse sa sœur Julie, qu'il introduit dans ses affaires.
Émigrant sous la Révolution, il se lie notamment avec le comte de Vernègues à Milan.
En 1812, il rachète à sa sœur Désiré et son beau-frère Bernadotte le château de la Grange-la-Prévôté.
Joseph Nicolas Clary, est, en raison des alliances qui apparente la famille Clary à celle des Bonaparte, inscrit par Napoléon Ier, le 2 juin 1815, sur la liste des pairs des Cent-Jours.
Il perd cette dignité au second retour des Bourbons.
Il est fait comte de l'Empire par décret du 4 juin 1815, sans lettres patentes ni « règlement d'armoiries ».

## Postérité
- Joseph Nicolas se maria, à Marseille, avec Malcy Anne Jeanne Rouyer (vers 1791 - Paris 29 août 1820), fille de Marie François, baron Rouyer (1765-1824), général de division, dont il eut :
  - Joseph (1810 - Paris, 3 avril 1823) ;
  - Zénaïde Françoise Francesca (Paris, 25 novembre 1812 - Château de Grosbois, 27 avril 1884), mariée, le 29 juin 1831 à Paris Ier (ancien), avec Napoléon Alexandre Berthier (1810-1887), prince de Wagram, dont :
    - Postérité ;

  - François Jean (Paris, 14 août 1814 - Paris IXe (rue d'Aumale : Hôtel Clary), 16 février 1889), 2e comte Clary (1823), sénateur du Second Empire, officier de la Légion d'honneur, marié, le 14 avril 1846 avec Sidonie Marguerite Noémie Sophie (1827-1915), fille de Jules François Julien Talabot (1792-1868), banquier et homme d'affaires en Afrique, dont :
    - Postérité ;

  - Justinien Nicolas (Paris, 8 juin 1816 - Saint-Cyr-sur-Loire, 4 mars 1896), 3e comte Clary (1889), lieutenant-colonel d'état-major, député de Loir-et-Cher (1852-1869), conseiller général de Saint-Aignan (Loir-et-Cher), commandeur de la Légion d'honneur (13 août 1864), marié :
(1°) (le 27 novembre 1849) avec Thérèse Léopoldine Berthier (1806-1882), fille de Victor Léopold Berthier (1770-1807), sans postérité ;
(2°) (le 29 janvier 1883 à Paris), avec Sophie Eugénie Victorine Moreau (1837-1918), dont il adpota les enfants, d'où :
    - La branche (naturelle[réf. à confirmer][4]) des Bretonneau-Clary ;

  - Nicolas (Paris, 28 août 1820 - Paris, 4 janvier 1869) baron Clary, maire de Trouville-sur-mer (1855-1865) qui eut, de sa relation avec Victorine Louise Albrier :
    - Marie Joséphine Albrier-Clary (Paris, 1er février 1840 - Paris, 9 janvier 1877), mariée, le 5 septembre 1868, avec Jean-Antoine Le Roy, baron de La Tournelle (1841-1915), sous-lieutenant aux Gardes, officier d'ordonnance du général de Montebello, dont postérité.

## Armoiries
| Image | Blasonnement |
| ----- | --- |
|       | Armes de la famille Clary D'azur au vol d'argent, chargé d'une épée haute du même montée d'or, surmontée de deux étoiles du même ; au chef aussi d'or, chargé de deux roses tigées et feuillées au naturel. |